# Aeroporto Internacional de Denver

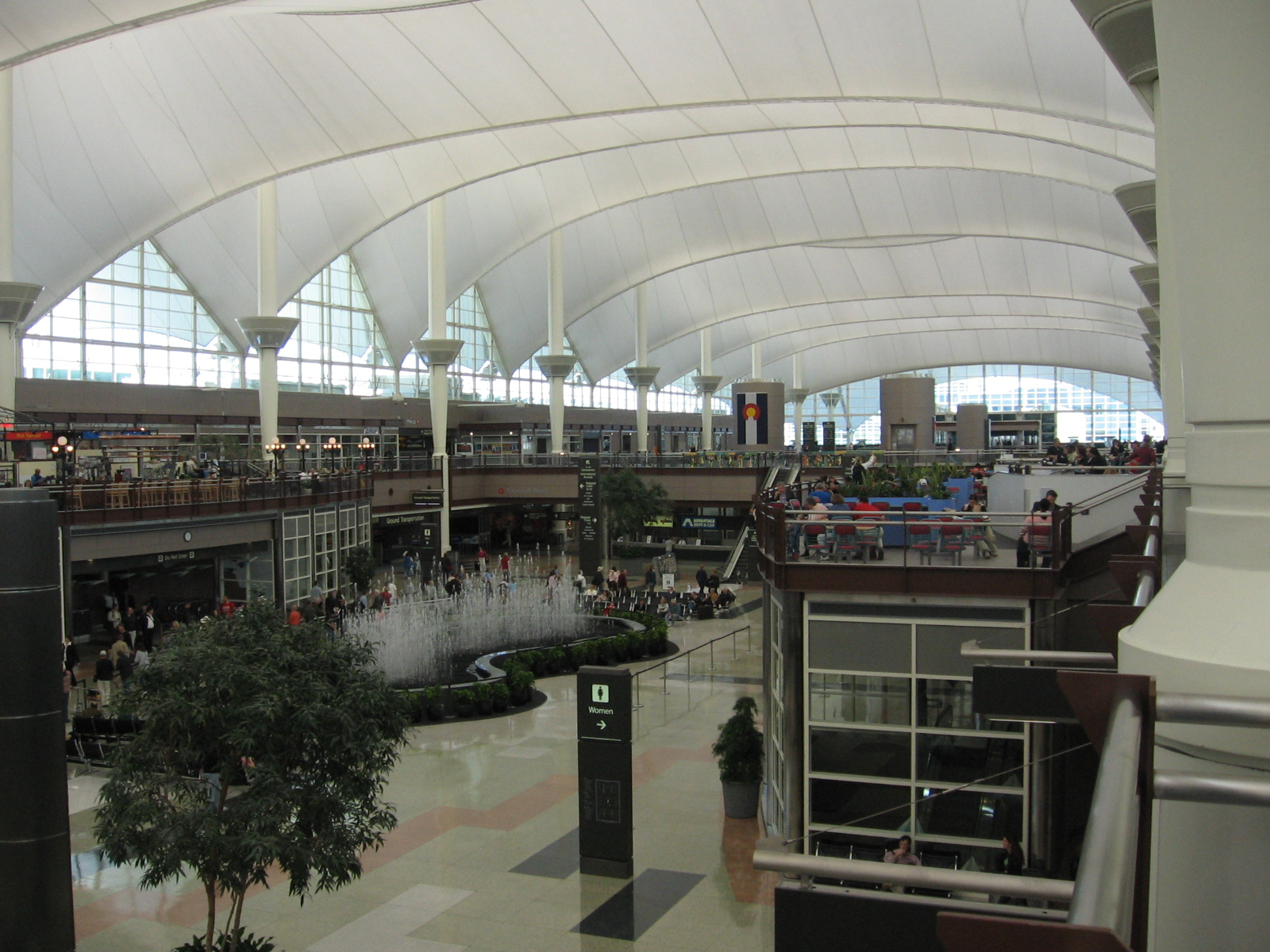
Interior do aeroporto.

O Aeroporto Internacional de Denver (DEN) (em inglês:  Denver International Airport) está localizado na cidade de Denver, capital do estado do Colorado, Estados Unidos. É o quinto aeroporto mais movimentado da América do Norte, o décimo mais movimentado do mundo, com mais de 1400 voos por dia e servindo mais de 130 destinos ao redor do mundo.
A construção do aeroporto foi concluída em 19 de março de 1994, mas devido a problemas no sistema automatizado de bagagens o aeroporto só foi inaugurado em 28 de fevereiro de 1995.

## Estatísticas
Ver a consulta original do Wikidata.